# Spinning Around
"Spinning Around"  dance–pop je pjesma australske pjevačice Kylie Minogue. Objavljena je kao najavni singl za njen šesti studijski album Light Years 13. lipnja 2000. godine u izdanju diskografskih kuća Parlophone i Mushroom. 

## O pjesmi
Pjesmu je producirao Mike Spencer, a napisali Ira Shickman, Osborne Bingham, Kara DioGuardi i Paula Abdul. Bila je namijenjena povratničkom albumu Paule Abdul. Kako se album nikad nije objavio, pjesmu se je poklonilo pjevačici Minogue. Za Minogue, pjesma je postigla svjetski uspjeh, dospijevajući na visoka mjesta na ljestvicama mnogih zemalja. Vratila ju je u njen pop zvuk kojim se proslavila.
Možda najviše očekivano izdanje njene karijere, singl "Spinning Around" dobio je zlatni status u Australiji prije nego što je album izdan. Prvi singl s Minogueinog albuma Light Years, vratio ju je na vrhove ljestvica, čak je debitirao na prvom mjestu u Ujedinjenom Kraljevstvu i Australiji. U Ujedinjenom Kraljevstvu prodano je 245.000 primjeraka singla, te je primio srebrnu certifikaciju.
Pjesma je postala prvi Minoguein singl na prvom mjestu australske ljestvice nakon singla "Confide In Me" iz 1994. godine, a u Ujedinjenom Kraljesvtvu prvi nakon singla "Tears on My Pillow" objavljenog 10 godina prije. "Spinning Around" Minogue je dala čast da bude jedna od 3 izvođača (ostala dva su Madonna i U2) koji imaju hit broj jedan iz 1980-tih, 1990-tih i 2000-tih. "Spinning Around" dala je Minogue prestižnu ARIA nagradu za najbolje pop izdanje (Best Pop Release) u Australiji.
Zbog naslova pjesma korištena je u upućivanju politici, primjerice obrada pjesme od radia BBC Radio Five Live korištena je na izboru predsjednika SAD-a 2000. godine, te na vijestima Andrewa Marra na govoru Tonyja Blaira.
Do danas, pjesmu je Minogue izvodila na svakoj koncertnoj turneji nakon njene objave, znači na turnejama:
- On A Night Like This Tour
- KylieFever2002
- Showgirl: The Greatest Hits Tour (kao dio medleya Smiley Kylie Medley)
- Showgirl: The Homecoming Tour (kao dio medleya Everything Tabboo Medley)
- KylieX2008
- For You, For Me Tour
- Aphrodite World Tour

Pjesma je također izvedena na:
- An Audience with Kylie, televizijskoj emisiji iz 2001. godine
- Money Can't Buy, televizijskom koncertu iz 2003. godine

## Popis pjesama
UK CD 1 (CDRS6542)
1. "Spinning Around" — 3:28
2. "Spinning Around" (Sharp Vocal Mix) — 7:04
3. "Spinning Around" (7th Spinnin' Dizzy Dub) — 5:23
4. "Spinning Around" (spot)

UK CD 2 (CDR6542)
1. "Spinning Around" — 3:28
2. "Cover Me with Kisses" — 3:08
3. "Paper Dolls" — 3:34

Europski CD 1 (8881005)
1. "Spinning Around" — 3:28
2. "Cover Me with Kisses" — 3:08
3. "Paper Dolls" — 3:34
4. "Spinning Around" (Sharp Vocal Mix) — 7:04
5. "Spinning Around" (spot)

UK 12" vinilni singl (12R6542)
- Strana A:

1. "Spinning Around" (Sharp Vocal Mix) — 7:04
2. "Spinning Around" (7th District Club Mix) — 6:33

- Strana B:

1. "Spinning Around" (7th District Dub Like This Mix) — 5:23
2. "Spinning Around" (7th District Club-Mental Mix) — 6:33

- Izdavač je pogrešno naveo popis pjesama kao "Sharp Vocal Mix," "Sharp Double Dub," "7th Spinnin' Dizzy Dub," "7th District Club Mix."

Ostale službene inačice
1. "Spinning Around" (studijska inačica s turneje X2008)[5]

## Videospot
Spot za pjesmu, koji prikazuje Minogue kako pleše u noćnom klubu u zlatnim vrućim hlačicama, postao je tema velike televizijske rotacije.

## Top ljestvice
| Top ljestvica (2000.)  | Najviša pozicija |
| ---------------------- | ---------------- |
| Australija             | 1                |
| Belgija (Flandrija)    | 35               |
| Belgija (Valonija)     | 39               |
| Europa                 | 1                |
| Francuska              | 28               |
| Nizozemska             | 31               |
| Novi Zeland            | 2                |
| Švedska                | 42               |
| Ujedinjeno Kraljevstvo | 1                |

## Priznanja
| Publikacija  | Država                 | Priznanje                  | Godina | Pozicija |
| ------------ | ---------------------- | -------------------------- | ------ | -------- |
| Q            | Ujedinjeno Kraljesvtvo | "The 1001 Best Songs Ever" | 2003.  | 90       |
| Melody Maker | Ujedinjeno Kraljesvtvo | "Singles of the Year"      | 2000.  | 37       |
| NME          | Ujedinjeno Kraljesvtvo | "Singles of the Year"      | 2000.  | 28       |
| Magic        | Francuska              | "Singles of the Year"      | 2000.  | 16       |
| Rock de Lux  | Španjolska             | "Singles of the Year"      | 2000.  | 9        |

## Prethodnici i nasljednici na listama
| Prethodnik:                             | ARIA broj 1 singl (2. lipnja 2000. - 9. lipnja 2000.) | Nasljednik:                 |
| "Who the Hell Are You" (Madison Avenue) | ARIA broj 1 singl (2. lipnja 2000. - 9. lipnja 2000.) | "Freestyler" (Bomfunk MC's) |

| Prethodnik:                                  | UK Singles Chart broj 1 singl (25. lipnja 2000. - 2. srpnja 2000.) | Nasljednik:                    |
| "You See the Trouble with Me" (Black Legend) | UK Singles Chart broj 1 singl (25. lipnja 2000. - 2. srpnja 2000.) | "The Real Slim Shady" (Eminem) |